# Dragon Quest

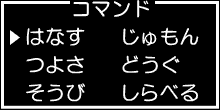
Ventana de comandos de Dragon Quest.

Dragon Quest es una saga de videojuegos perteneciente al género de los RPG y dirigida por Yuji Horii. En América del Norte el título de la saga fue Dragon Warrior hasta la salida en 2005 de Dragon Quest VIII. Los primeros videojuegos fueron producidos por la compañía Enix, hasta que en 2003 se fusionó con Squaresoft, dando lugar a Square Enix, quien los produce desde entonces.

## Creadores
Los creadores principales de la serie son tres:
- Yuji Horii: Entró a trabajar a Enix después de ganar un concurso. Desde ese momento ha creado varios videojuegos, siendo uno de los más importantes la serie de Dragon Quest; en la que según dice quería hacer una especie de manga en donde se pudiera elegir las acciones que realizaría el protagonista.

- Akira Toriyama: Famoso dibujante de mangas que trabajaba en la misma revista que Horii. Este le pidió que diseñara los monstruos y personajes del videojuego, tarea que realizaba desde entonces.

- Koichi Sugiyama: Es el compositor de cada uno de los temas de Dragon Quest. Además de trabajar en videojuegos también ha participado en películas como Godzilla.

## Títulos
Han salido videojuegos de esta saga para las consolas MSX, Famicom (NES), Super Famicom (Super Nintendo), Game Boy Color, Game Boy Advance, Nintendo DS, Nintendo 3DS, Wii, Nintendo Wii U, Nintendo Switch, PlayStation, PlayStation 2, PlayStation 4, Microsoft Windows y Xbox One.

### Saga principal
- Dragon Quest (Famicom, 1986)
- Dragon Quest II: Luminarios de la línea legendaria (Famicom, 1987)
- Dragon Quest III: Semillas de la Salvación (Famicom, 1988)
- Dragon Quest IV: Capítulos de los Elegidos (Famicom, 1990)
- Dragon Quest V: La Prometida Celestial (Super Famicom, 1992)
- Dragon Quest VI: Los Reinos Oníricos (Super Famicom, 1995)
- Dragon Quest VII: Fragmentos de un Mundo Olvidado (PlayStation, 2000)
- Dragon Quest VIII: El Periplo del Rey Maldito (PlayStation 2, 2004)
- Dragon Quest IX: Centinelas del Firmamento (Nintendo DS, 2009)
- Dragon Quest X: El Despertar de las Cinco Razas Online (Wii, 2012)
- Dragon Quest XI: Ecos de un Pasado Perdido (Nintendo 3DS, Steam, PS4. 2017)
- Dragon Quest XI S: Ecos de un Pasado Perdido (Nintendo Switch, Steam, PS4, Xbox One. 2019-2020)

### Spin-offs
- Torneko no Daibouken: Fushigi no Dungeon (Super Nintendo, 1990)
- Torneko no Daibouken: Fushigi no Dungeon 2 (PlayStation, 1998)
- Torneko no Daibouken: Fushigi no Dungeon 3 (PlayStation, 2002)
- Dragon Quest: Monster Battle Road

- Boom Street, Wii.
- Dragon Quest Monsters: Battle Road Victory (Wii)
- Dragon Quest Swords: La Reina enmascarada y la Torre de los Espejos (Wii)
- Dragon Quest Heroes - Rocket Slime (Slime Morimori - Dragon Quest 2) (Nintendo DS)
- Rocket Slime 3 (Slime Morimori 3 (Nintendo 3DS)
- Dragon Quest Monsters (GameBoy Color)
- Dragon Quest Monsters: Terry's Wonderland (Nintendo 3DS/Android/iOS)
- Dragon Quest Monster II (GBC/3DS)
- Dragon Quest Monsters 1 & 2 (PS1)
- Dragon Quest Monsters: Joker (Nintendo DS)
- Dragon Quest Monsters: Joker 2 (Nintendo DS)
- Dragon Quest Monsters: Joker 3 (Nintendo 3DS)
- Dragon Quest Heroes (PS4/Switch)
- Dragon Quest Heroes 2 (PS4/Switch)
- Dragon Quest Rivals (Android/IOS/Switch)
- Dragon Quest of the Stars (Android/iOS)
- Dragon Quest Walk (Android/iOS)
- Dragon Quest Tact (Android/iOS)
- Kenshin Dragon Quest (Accesorio en forma de espada que se conecta a la TV)
- Itadaki Street DS (NDS)
- Itadaki Street Dragon Quest & Final Fantasy (PSP/PS2/PSVita)

## Manga y series animadas
Es bastante común en Japón que los videojuegos que logran tener éxito se conviertan en mangas y animes. Dragon Quest no es la excepción y cuenta con una gran cantidad de productos:
- Dragon Quest: Abel Yuusha — basado en Dragon Quest III, 43 episodios. Salió en Estados Unidos con el título de "Dragon Warrior". Se doblaron en inglés únicamente 13 de los 43 episodios, luego de eso fue censurada y no se continuó el doblaje.
- Dragon Quest: Las aventuras de Fly —, conocido originalmente como Dai no Daibōken, basado en Dragon Quest II y Dragon Quest III, 37 volúmenes, 46 episodios, 3 películas. En México se encuentran licenciados por la Editorial Vid.
- Dragon Quest: Emblem of Roto — tiene lugar 100 años después de Dragon Quest I, 21 volúmenes, una película.
- Dragon Quest: Maboroshi no Daichi — basada en Dragon Quest VI.
- Dragon Quest: The Heaven Saga — basada en Dragon Quest V.
- Dragon Quest: Warriors of Eden — basada en Dragon Quest VII.
- DQM+ Dragon Quest: Monster + — basada en Dragon Quest Monster es una secuela del primer DQM de GBC.
- Captain N: En uno de sus capítulos, Kevin viaja al mundo de Dragon Quest, donde se basa especialmente en Dragon Quest I.
- Dragon Quest: Your Story (ドラゴンクエスト ユア・ストーリー Doragon Kuesuto Yua Sutōrī?) es una película de animación japonesa 3DCG basada en la serie de videojuegos Dragon Quest. Su historia se adapta a la de Dragon Quest V de 1992. Fue lanzado en Japón por Toho el 2 de agosto de 2019.

### Cultura y artículos de promoción
- Actualmente, Dragon Quest es parte de la cultura japonesa, tanto así que palabras que ya son casi de uso común entre los jóvenes se han llegado a incluir en el diccionario japonés. Por ejemplo, el nombre del hechizo que es utilizado en los juegos para recuperar salud es utilizada en el lenguaje común para decir «aliviar» o «curar». La venta de figuras, peluches, juegos de mesa, ropa, cartas de colección y muchos otros artículos siguen dando importantes ingresos a la compañía Square Enix. Entre los más novedosos artículos de Dragon Quest que han salido se encuentra un kit que incluye una pequeña espada y una consola que se conecta a la televisión. Al mover la espada inalámbrica se golpea a los monstruos que aparecen en pantalla por medio de la consola.

- Hay una multitud de anécdotas relacionadas con Dragon Quest en Japón. El día de la anunciada salida de Dragon Quest III, los colegios y algunas empresas reportaron una cantidad de faltas de asistencia impresionante, debido a que los fanáticos hicieron largas filas en las tiendas de videojuegos. El motivo de este descomunal éxito se debe a que Dragon Quest supuso el inicio del juego de rol japonés.

- Para el anuncio nipón de Dragon Quest VI utilizaron actores que usaban diálogos en español cuya incongruencia se hizo famosa en la cultura popular, incluso se hace referencia a una de ellas en el diálogo en español de Dragon Quest IX.

- En Tokio, existe un bar temático de Dragon Quest llamado Luida's Bar.[1]
- Dragon Quest Island, una atracción para celebrar el 35| aniversario de la saga, estará presente en el parque de atracciones Nijigen no Mori de Japón.

### Otros videojuegos
Los Héroes de Dragon Quest XI, III, IV y VIII (estos tres últimos son skins del primero) aparecen como personajes jugables DLC en el famoso videojuego de pelea Super Smash Bros Ultimate de Nintendo, y son el segundo representante de Square Enix después de Cloud Strife de Final Fantasy.